# Vincenzo D'Amico
Vincenzo D'Amico (Latina, 5 novembre 1954 – Roma, 1º luglio 2023) è stato un calciatore, allenatore di calcio e dirigente sportivo italiano, di ruolo centrocampista o attaccante.
Ha vinto uno scudetto nel 1974 con la maglia della Lazio, squadra di cui è considerato una bandiera.

## Caratteristiche tecniche

### Giocatore
Centrocampista di spiccate attitudini offensive, veniva impiegato in appoggio agli attaccanti, come mezzapunta oppure ala. Grazie alle proprie qualità tecniche, era un abile uomo-assist nonché esecutore di calci di punizione.

## Carriera

### Giocatore

#### Club

##### Gli esordi e l'arrivo alla Lazio

D'Amico alla Lazio con il tecnico Maestrelli

Dopo gli esordi nel Cos Latina e nelle giovanili dell'ALMAS, nel 1970 passa alla Lazio, portato dall'osservatore Carlo Galli. Utilizzato come mezzala nella Primavera, partecipa anche al Campionato De Martino segnalandosi tra i migliori elementi delle giovanili. Nella stessa annata entra saltuariamente nel giro della prima squadra, allenata dall'argentino Juan Carlos Lorenzo.
Nella stagione successiva fa il suo esordio con le Aquile, non ancora diciottenne, il 21 maggio 1972 nella vittoria interna sul Modena, giocando come ala sinistra. Il 5 ottobre successivo, nel corso di un'amichevole a Rieti, subisce un infortunio ai legamenti del ginocchio, che lo costringe a saltare l'intero campionato 1972-1973.

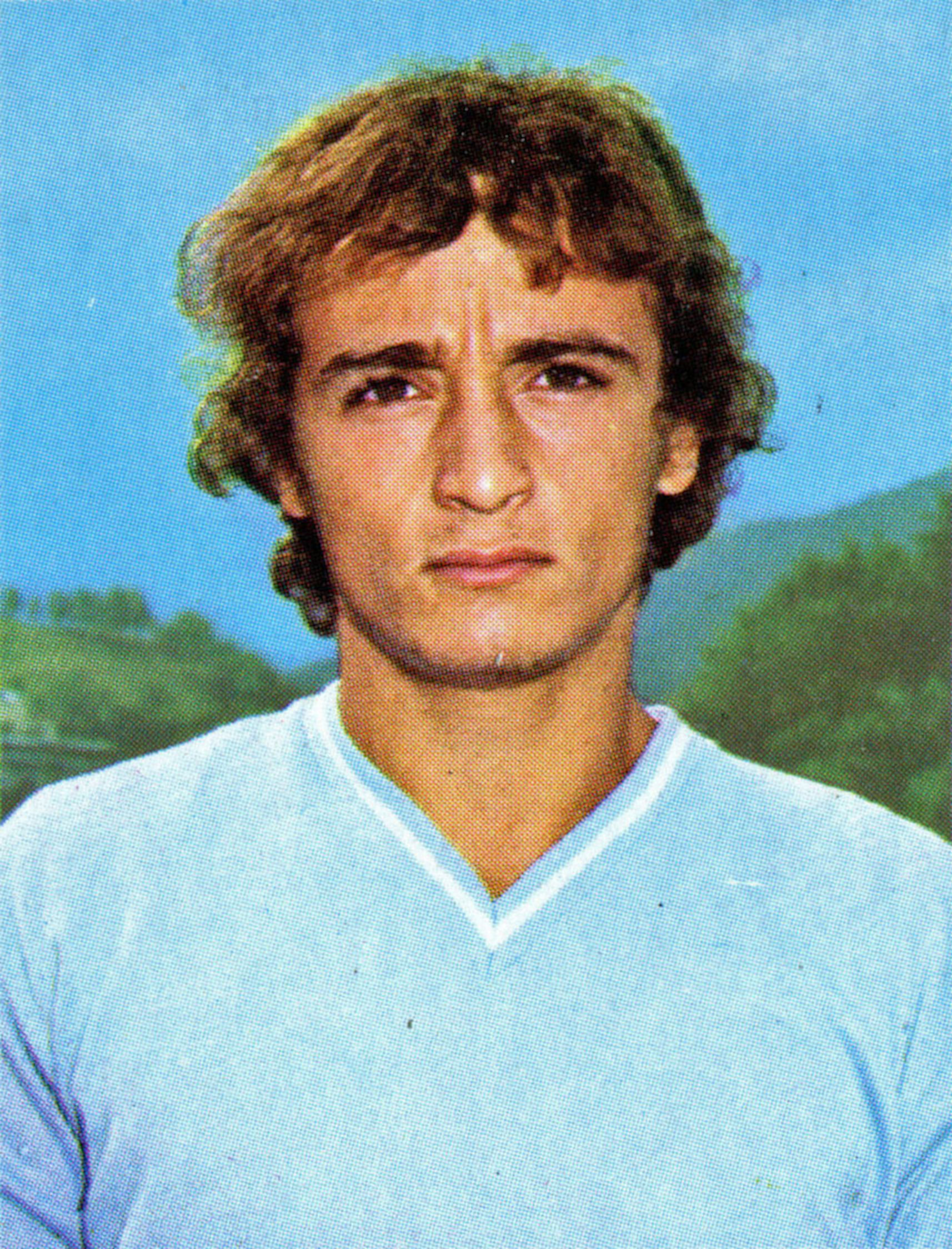
Un giovane D'Amico agli esordi con la Lazio nel 1973

Una volta ristabilitosi debutta in Serie A il 14 ottobre 1973, in Lazio-Sampdoria (1-0); diventa titolare nella squadra allenata da Tommaso Maestrelli, che lo preferisce al più esperto Pierpaolo Manservisi, con il compito di assistere il centravanti Giorgio Chinaglia. Nel contesto di una Lazio divisa in clan, D'Amico mantiene una posizione neutrale, sotto la diretta tutela di Maestrelli e del capitano Giuseppe Wilson dovuta alla giovane età. Alla sua prima stagione completa tra i titolari totalizza 27 presenze con due reti (tra cui una nel derby di ritorno, contro la Roma); vince lo scudetto e viene premiato come miglior giovane del campionato.
Nelle annate successive offre un rendimento discontinuo, anche a causa di uno stile di vita poco professionale, e perde il posto a favore di Roberto Badiani; nel settembre 1977 subisce un nuovo infortunio, questa volta di tipo muscolare, nella partita di Coppa UEFA contro il Boavista, e le presenze in campionato sono in tutto 9. Torna stabilmente titolare a partire dall'anno successivo, sotto la guida di Bob Lovati, e sul finire del campionato 1979-1980 diventa capitano della squadra, dopo le vicende legate al calcioscommesse che privano la Lazio di quattro titolari; nel contesto di una squadra composta prevalentemente da giovani del vivaio contribuisce alla salvezza biancoceleste, poi vanificata dalla sentenza del giudice sportivo.

##### La parentesi al Torino
Nel giugno 1980 D'Amico viene ceduto dalla Lazio, contro la volontà dello stesso giocatore; l'operazione, avallata dal nuovo allenatore laziale Ilario Castagner, era dettata dalle difficoltà finanziarie della società. Si trasferisce al Torino, in cambio di 300 milioni e della comproprietà di Giuseppe Greco; nella squadra granata, allenata da Ercole Rabitti, eredita il ruolo di fantasista di fascia appartenuto a Claudio Sala.

D'Amico al Torino nel 1980

Disputa un campionato altalenante e inferiore alle attese; dopo la sostituzione di Rabitti con Romano Cazzaniga viene talvolta escluso dalla squadra, a favore di un assetto più coperto, e sul finire di stagione chiede di tornare alla Lazio. Con la maglia del Torino totalizza 26 presenze e una rete in campionato, a cui si aggiungono nove presenze e quattro reti in Coppa Italia (competizione nella quale i granata vengono sconfitti in finale dalla Roma) e sei presenze con due reti in Coppa UEFA.

##### Il ritorno alla Lazio, gli ultimi anni alla Ternana

D'Amico capitano biancoceleste nella stagione 1985-1986

Nel 1981 ritorna alla Lazio per 600 milioni di lire, accettando di giocare in Serie B. I biancocelesti, partiti con l'obiettivo della promozione, ottengono invece la salvezza solo nelle ultime giornate; D'Amico contribuisce con dieci reti in trenta partite (miglior marcatore della squadra), tra cui la tripletta messa a segno alla penultima giornata, decisiva ai fini della salvezza, che permette alla squadra di Roberto Clagluna di rimontare il Varese per 3-2.
Nella stagione successiva, grazie anche ai rientri di Bruno Giordano e Lionello Manfredonia, ottiene con la Lazio la promozione in Serie A, cui fa seguito la salvezza nel campionato 1983-1984: a causa dell'infortunio di Giordano, viene utilizzato come finto centravanti formando con il danese Michael Laudrup la coppia d'attacco, e segna sette reti, con una doppietta nel derby pareggiato contro la Roma del 26 febbraio 1984. Rimarrà alla Lazio fino al campionato di Serie B 1985-1986, nel quale disputa solo dieci partite, limitato da problemi fisici e dall'impiego da parte del mister Luigi Simoni del giovane talento Francesco Dell'Anno nel suo ruolo; chiude la propria esperienza con i capitolini con 276 presenze e 40 reti in campionato, e 338 presenze complessive tra campionato e coppe, che ne facevano all'epoca il terzo giocatore con più presenze in maglia biancoceleste dopo Pino Wilson e Aldo Puccinelli.

Da destra: D'Amico capitano della Ternana nel 1988 insieme ai compagni di squadra Coppola e Di Vincenzo.

Nel 1986 passa alla Ternana in Serie C2. Con gli umbri, di cui diventa capitano, gioca le sue due ultime stagioni: nella prima, allenato dall'ex compagno di squadra laziale Mario Facco, D'Amico mette a segno 13 gol che non bastano alla squadra rossoverde per ottenere la promozione (nonostante i favori della vigilia); nella seconda, invece, la squadra si salva, nel contesto di una grave crisi societaria, e D'Amico realizza altre 7 reti.
In carriera ha totalizzato complessivamente 227 presenze e 26 reti in Serie A e 75 presenze e 15 reti in Serie B.

#### Nazionale
Convocato nella nazionale Juniores già a partire dal 1971, colleziona in seguito una presenza nella nazionale Under-23, nel 1973, e sette nella nazionale B.

D'Amico in azione con la nazionale Under-23 nel 1976

Non riuscirà mai a indossare la maglia della nazionale maggiore, anche a causa di incomprensioni di natura tattica con il commissario tecnico Enzo Bearzot e per la concorrenza di Franco Causio e Claudio Sala. Viene convocato per la prima e unica volta nel settembre 1980, in vista delle partite contro il Lussemburgo e la Danimarca, senza scendere in campo; a causa di ciò, nel dicembre successivo attacca il CT, reo di averlo escluso senza spiegazioni.

### Allenatore e dirigente
Per alcuni anni allena a livello giovanile, nella Pantheon Travel (squadra minore romana) e poi nella Lazio, di cui nel 1999 diventa osservatore.
Dal 2007 al 2009 guida la rinascita del calcio nella sua città natale ricoprendo l'incarico di presidente della Virtus Latina. Lascia nel 2009, con la fusione delle due compagini latinensi, che portano alla nascita del Latina, per andare a ricoprire l'incarico di direttore generale dell'Adrano, compagine siciliana militante nel campionato di Serie D.

### Dopo il ritiro
Parallelamente all'attività di dirigente inizia quella di commentatore sportivo in varie emittenti locali fino a quando, nel 1999, passa alla Rai come commentatore tecnico; partecipa a diverse trasmissioni tra cui Stadio Sprint, La grande giostra del gol su Rai International, 90º minuto e Maxinho do Brazil. Interviene inoltre nel programma televisivo Goal di notte, in onda su T9, e interviene varie volte nel corso della settimana, come opinionista, nelle programmazioni radiofoniche delle emittenti romane Radiosei e Radio Incontro Olympia; in entrambe le trasmissioni, commenta le prestazioni della Lazio.
Nel maggio 2023 rivela di essere malato di cancro; a distanza di qualche settimana, il 1º luglio, muore a Roma all'età di 68 anni. Nei giorni seguenti, nella Capitale viene allestita una prima camera ardente in Campidoglio, e quindi celebrato un primo funerale nella chiesa della Gran Madre di Dio; una seconda camera ardente viene allestita presso il museo civico Duilio Cambellotti nella natìa Latina, e quindi celebrato un secondo funerale nella locale chiesa parrocchiale di Santa Maria Goretti. Nella stessa Latina trova sepoltura.

## Statistiche

### Presenze e reti nei club
| Stagione        | Squadra         | Campionato      | Campionato | Campionato | Coppe nazionali | Coppe nazionali | Coppe nazionali | Coppe continentali | Coppe continentali | Coppe continentali | Altre coppe | Altre coppe | Altre coppe | Totale | Totale |
| Stagione        | Squadra         | Comp            | Pres       | Reti       | Comp            | Pres            | Reti            | Comp               | Pres               | Reti               | Comp        | Pres        | Reti        | Pres   | Reti   |
| --------------- | --------------- | --------------- | ---------- | ---------- | --------------- | --------------- | --------------- | ------------------ | ------------------ | ------------------ | ----------- | ----------- | ----------- | ------ | ------ |
| 1971-1972       | Lazio           | B               | 1          | 0          | CI              | 6               | 1               | -                  | -                  | -                  | -           | -           | -           | 7      | 1      |
| 1972-1973       | Lazio           | A               | 0          | 0          | CI              | 0               | 0               | -                  | -                  | -                  | -           | -           | -           | 0      | 0      |
| 1973-1974       | Lazio           | A               | 27         | 2          | CI              | 6               | 0               | CU                 | 3                  | 0                  | -           | -           | -           | 36     | 2      |
| 1974-1975       | Lazio           | A               | 26         | 0          | CI              | 4               | 1               | -                  | -                  | -                  | -           | -           | -           | 30     | 1      |
| 1975-1976       | Lazio           | A               | 22         | 4          | CI              | 8               | 2               | CU                 | 1                  | 0                  | -           | -           | -           | 31     | 6      |
| 1976-1977       | Lazio           | A               | 17         | 2          | CI              | 4               | 1               | -                  | -                  | -                  | -           | -           | -           | 21     | 3      |
| 1977-1978       | Lazio           | A               | 9          | 2          | CI              | 2               | 1               | CU                 | 3                  | 0                  | CE          | 0           | 0           | 14     | 3      |
| 1978-1979       | Lazio           | A               | 25         | 2          | CI              | 3               | 0               | -                  | -                  | -                  | -           | -           | -           | 28     | 2      |
| 1979-1980       | Lazio           | A               | 28         | 4          | CI              | 5               | 1               | -                  | -                  | -                  | -           | -           | -           | 33     | 5      |
| 1980-1981       | Torino          | A               | 26         | 1          | CI              | 9               | 4               | CU                 | 6                  | 2                  | TC          | 1           | 0           | 42     | 7      |
| 1981-1982       | Lazio           | B               | 30         | 10         | CI              | 3               | 0               | -                  | -                  | -                  | -           | -           | -           | 33     | 10     |
| 1982-1983       | Lazio           | B               | 34         | 4          | CI              | 4               | 1               | -                  | -                  | -                  | -           | -           | -           | 38     | 5      |
| 1983-1984       | Lazio           | A               | 25         | 7          | CI              | 5               | 1               | -                  | -                  | -                  | -           | -           | -           | 30     | 8      |
| 1984-1985       | Lazio           | A               | 22         | 2          | CI              | 3               | 1               | -                  | -                  | -                  | -           | -           | -           | 25     | 3      |
| 1985-1986       | Lazio           | B               | 10         | 1          | CI              | 2               | 1               | -                  | -                  | -                  | -           | -           | -           | 12     | 2      |
| Totale Lazio    | Totale Lazio    | Totale Lazio    | 276        | 40         |                 | 55              | 11              |                    | 7                  | 0                  |             | 0           | 0           | 338    | 51     |
| 1986-1987       | Ternana         | C2              | 27         | 13         | CI-C            | 6               | 3               | -                  | -                  | -                  | -           | -           | -           | 33     | 16     |
| 1987-1988       | Ternana         | C2              | 29         | 7          | CI-C            | 4               | 0               | -                  | -                  | -                  | -           | -           | -           | 33     | 7      |
| Totale Ternana  | Totale Ternana  | Totale Ternana  | 56         | 20         |                 | 10              | 3               |                    | -                  | -                  |             | -           | -           | 66     | 23     |
| Totale carriera | Totale carriera | Totale carriera | 358        | 61         |                 | 74              | 18              |                    | 13                 | 2                  |             | 1           | 0           | 446    | 81     |

## Palmarès

### Giocatore

#### Club

##### Competizioni nazionali
- Campionato italiano: 1

Lazio: 1973-1974

##### Altre competizioni
- Campionato De Martino: 1

Lazio: 1970-1971
- Campionato Under 23: 1

Lazio: 1973-1974